# Alfred L. Goldberg
Alfred Lewis „Fred“ Goldberg (* 1942; † 18. April 2023 in Brookline, Massachusetts) war ein US-amerikanischer Zellbiologe an der Harvard University.

## Leben und Wirken
Goldberg verbrachte seine gesamte akademische Karriere an der Harvard University. Hier erwarb er 1963 einen Bachelor in Biochemie und 1968 einen Ph.D. in Physiologie. Nach kurzer Tätigkeit als Dozent erhielt er 1969 eine Assistenzprofessur und 1974 eine ordentliche Professur – zunächst für zelluläre und molekulare Physiologie, zuletzt für Zellbiologie.
Goldberg wurde für seine Arbeiten zur Regulation von Abbau und Neubildung von Proteinen bei Bakterien und in Mitochondrien bekannt (Ubiquitin-Proteasom-System), für seine Arbeiten zur Bedeutung von Störungen dieses Systems bei Erkrankungen wie Muskelatrophie und für die Entwicklung von Proteasom-Inhibitoren als Krebstherapie, darunter Bortezomib zur Behandlung des Multiplen Myeloms.
Laut Datenbank Scopus hat Goldberg einen h-Index von 143 (Stand April 2023).
Er starb am 18. April 2023 im Alter von 80 Jahren in Brookline.

## Auszeichnungen (Auswahl)
- 2005 Mitglied der American Academy of Arts and Sciences[3]
- 2008 Gabbay Award[4]
- 2009 Ehrendoktorat des Cold Spring Harbor Laboratory[5]
- 2009 Mitglied der National Academy of Medicine[6]
- 2009 Fellow der American Association for the Advancement of Science
- 2012 Ehrendoktorat der Universität Maastricht[7]
- 2012 Warren Alpert Foundation Prize[8]
- 2014 Ehrendoktorat der Universität Barcelona[9]
- 2015 Mitglied der National Academy of Sciences[10]
- 2021 Passano Award[11]